# Park Seon-ho
Park Seon-ho (nome original em coreano:  박 선호; Seul, 15 de março de 1984) é um ciclista olímpico sul-coreano. Seon-ho representou a sua nação durante os Jogos Olímpicos de Verão de 2012 na prova perseguição por equipes, em Londres.